# The Family of Man

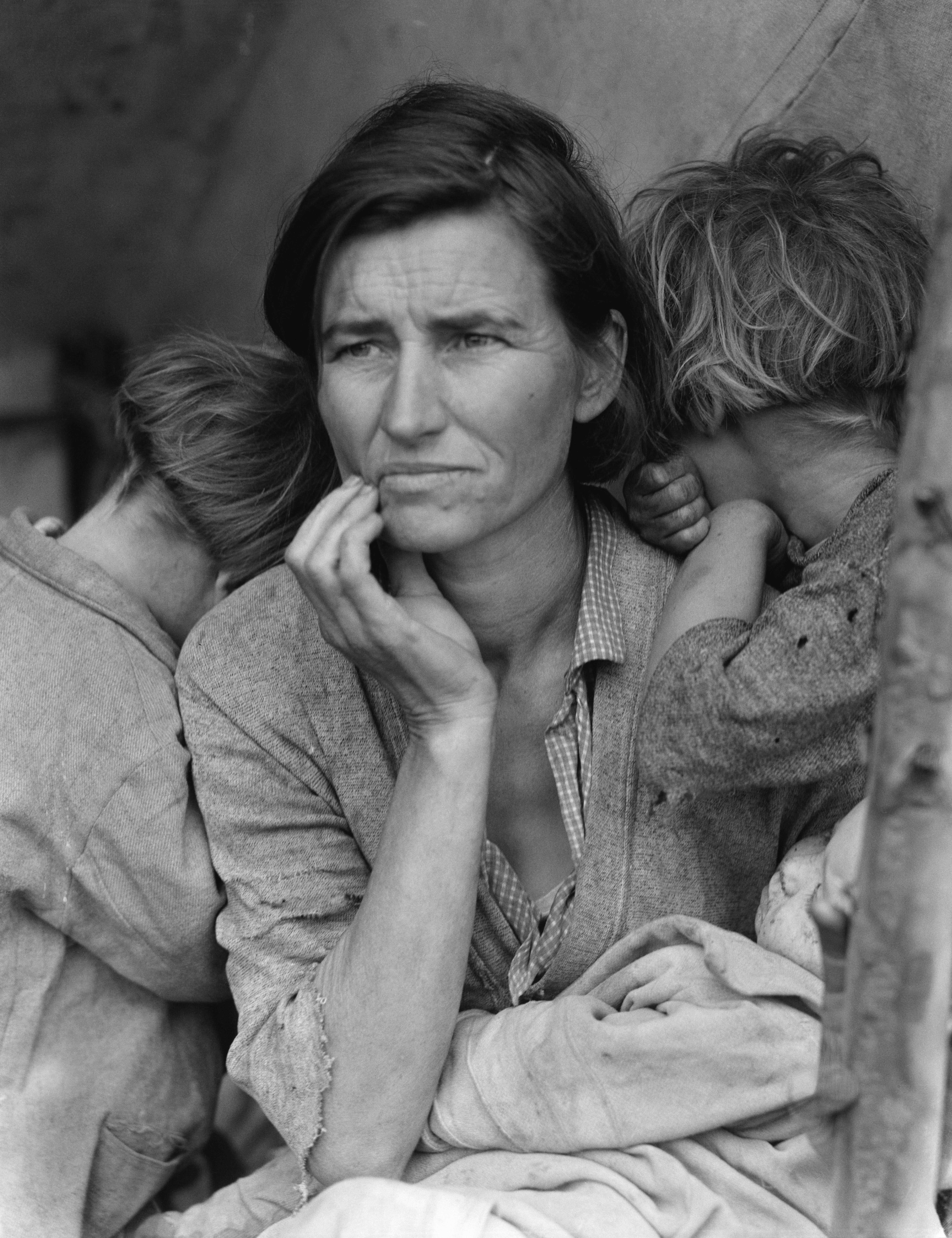
Mare emigrant (1936), Dorothea Lange.

The Family of Man ('La família de l'home', en català) és una exposició de fotografies realitzada per primer cop el 1955 al Museu d'Art Modern de Nova York, sent el seu comissari Edward Steichen. El seu objectiu era oferir una visió de les persones mitjançant imatges d'interès humà en un sentit ampli.

## La major empresa fotogràfica mai realitzada
Aquesta exposició va ser ideada en els anys 1950 pel fotògraf nord-americà i director del departament de fotografia del MOMA, Edward Steichen, i el seu assistent Wayne Miller. Amb ella pretenien oferir una visió general de les manifestacions humanes, de les seves singularitats i de les analogies entre diferents grups ètnics i culturals. La selecció de les fotos va durar més de tres anys i es van rebre uns quatre milions de fotografies que després de la selecció van quedar reduïdes a mig miler.
Es va inaugurar el 24 de gener del 1955 al MOMA. A continuació, va viatjar per tot el món, Berlín el 1955, Tòquio el 1956, Sud-àfrica, Índia, Mèxic, Zimbabue, Austràlia, Rússia, etc.
Considerada en el seu moment com la major empresa fotogràfica mai realitzada, reuneix 503 fotografies de 273 fotògrafs de 68 països, tant professionals com aficionats, famosos i desconeguts. Va congregar més de nou milions de visitants del 1955 al 1964, moment en què el govern dels Estats Units la va oferir al Gran Ducat de Luxemburg.
L'exposició va ser restaurada entre 1989 i 1991, esmerçant-hi unes 2000 hores de treball. La restauració la va dirigir primer Jean Back, després ho va fer l'experta Anne Cartier-Bresson, i finalment Silvia Berselli amb el seu equip. Després d'aquesta restauració s'ha exposat amb èxit a Tolosa de Llenguadoc, Tòquio i Hiroshima entre 1993 i 1994. S'ha instal·lat de manera definitiva al castell de Clervaux. El museu va obrir les portes el 3 de juny del 1994, respectant el disseny de l'exposició del 1955. El 2008 el Museu Reina Sofia va fer un muntatge audiovisual que reproduïa el muntatge original de l'exposició.
Des de l'any 2003 forma part del Programa Memòria del Món de la Unesco.

## Una exposició humanista
Aquesta exposició ofereix un retrat de la humanitat, no només posant l'èmfasi en les diferències entre els homes, sinó també en la seva pertinença a una família. Està organitzada entorn de 37 temes com l'amor, la fe en l'home, el naixement, el treball, la família, l'educació, els nens, la guerra i la pau. El format de les fotografies és molt diferent com una forma de manifestar diversitat, ja que Steichen tenia la intenció de mostrar una part de la universalitat de l'experiència humana, així com l'enorme capacitat de la fotografia per reflectir l'experiència humana universal. Encara que no va comptar amb la representació de cap fotògraf català o espanyol, o potser per això, aquesta exposició va tenir gran influència en moviments fotogràfics de meitat del segle XX a la Península, com l'Agrupació Fotogràfica de Catalunya, l'Escola de Madrid o el grup AFAL.
Aquesta exposició ha demostrat ser única en el seu gènere i algunes exposicions posteriors l'han imitat com ara The family of children, The family of woman o la gran exposició mundial de fotografia organitzada el 1960 per Karl Pawek.

## Fotògrafs participants
Entre els fotògrafs participants es poden destacar:
| - Ansel Adams - Manuel Álvarez Bravo - Diane Arbus - Eve Arnold - Richard Avedon - Werner Bischof - Margaret Bourke-White - Bill Brandt | - Brassaï - Édouard Boubat - Wynn Bullock - Cornell Capa - Robert Capa - Henri Cartier-Bresson - Marcos Chamudes - Robert Doisneau | - Alfred Eisenstaedt - Andreas Feininger - Robert Frank - Ernst Haas - Dorothea Lange - Alma Lavenson - Helen Levitt - Herbert List | - Irving Penn - August Sander - David Seymour - William Eugene Smith - Roman Vishniac - Sabine Weiss - Edward Weston - Garry Winogrand |